# Oriol Romeu
Oriol Romeu Vidal (ur. 24 września 1991 w Ulldecona) – hiszpański piłkarz grający na pozycji pomocnika w hiszpańskim klubie FC Barcelona.

## Kariera klubowa
Do Barcelony trafił w 2004 roku, wcześniej był zawodnikiem lokalnego rywala, Espanyolu. W sezonie 2008/2009 zadebiutował w rezerwach, natomiast w kolejnych rozgrywkach był ich podstawowym zawodnikiem. Rozegrał 22 mecze, zaś jego zespół wywalczył awans do Segunda División. W hiszpańskiej drugiej lidze po raz pierwszy wystąpił 28 sierpnia 2010, grając w wygranym 2:1 meczu z Celtą Vigo. Pierwszego gola strzelił 8 grudnia w spotkaniu przeciwko Betisowi, zapewniając swojej drużynie remis 2:2. W pierwszej części sezonu regularnie występował w pierwszym składzie, lecz później zmagał się z kontuzją więzadeł. Ostatecznie rozgrywki zakończył z 18 meczami i jedną bramką na koncie.
W sezonie 2010/2011 Romeu zadebiutował także w pierwszym zespole FC Barcelony. 14 sierpnia 2010 wystąpił przez pełne 90 minut w pierwszym, przegranym 1:2 spotkaniu Superpucharu Hiszpanii z Sevillą (oficjalna strona internetowa klubu określiła jego debiut mianem „wspaniałego”, „imponującego”). W meczu rewanżowym nie zagrał, natomiast kataloński klub zwyciężył w nim 4:0 i sięgnął po puchar. 15 maja 2011 Romeu po raz pierwszy wystąpił w pojedynku Primera División – pojawił się na boisku w 82 minucie zakończonego bezbramkowym remisem spotkania z Deportivo La Coruña, zmieniając Jonathana dos Santosa. Wraz z Barceloną w sezonie 2010/2011 został mistrzem Hiszpanii.
23 lipca 2011 roku trener André Villas-Boas ogłosił, że Chelsea porozumiała się z FC Barceloną w sprawie transferu Romeu. 4 lipca Hiszpan stał się zawodnikiem londyńskiego klubu, podpisując z nim czteroletni kontrakt (cena transferu wyniosła 5 mln euro). Barcelona mogła odkupić go latem 2012 roku za 10 mln euro, będzie mogła to zrobić jeszcze po zakończeniu sezonu 2012/2013 za 15 mln euro. W 2012 wraz z Chelsea zdobył puchar Anglii oraz wygrał Ligę Mistrzów (w meczach finałowych tych rozgrywek jednak nie wystąpił). 25 września w wygranym 6:0 spotkaniu Pucharu Ligi Angielskiej z Wolverhampton Wanderers strzelił swojego pierwszego gola dla londyńskiej drużyny.
12 lipca 2013 roku został na rok wypożyczony do Valencii.
17 lipca 2014 roku Romeu podpisał nowy kontrakt z Chelsea do 2017.
4 sierpnia 2014 roku został wypożyczony do Stuttgartu.
13 sierpnia 2015 roku podpisał kontrakt z Southampton. Swoją debiutancką bramkę w barwach Świętych zdobył w starciu z Aston Villą.

## Kariera reprezentacyjna
Romeu to także juniorski i młodzieżowy reprezentant Hiszpanii. W rozgrywkach UEFA rozegrał pięć meczów w reprezentacji U-17 oraz 11 spotkań w U-19 (strzelił także jednego gola). W 2008 roku wraz z kadrą do lat 17 wziął udział w mistrzostwach Europy. Wystąpił w meczach grupowych ze Szwajcarią i Francją. Zagrał także w zwycięskim półfinale z Holandią. W wygranym 4:0 finale z Francją jednak nie wystąpił. W 2009 roku wraz z kadrą do lat 20 wziął udział w mistrzostwach świata w Egipcie. Zagrał w jednym meczu fazy grupowej oraz wystąpił w przegranym 1:3 spotkaniu 1/16 finału z Włochami.
W 2010 roku Romeu wziął udział w mistrzostwach Europy U-19 we Francji. Zagrał we wszystkich pięciu meczach turnieju, w tym w finale z Francją (pełne 90 minut), zakończonym porażką Hiszpanów 1:2. Pod koniec czerwca 2011 roku został powołany przez selekcjonera kadry do lat 20 Julena Lopeteguiego na mistrzostwa świata w Kolumbii. W turnieju tym rozegrał cztery mecze, a Hiszpania odpadła w ćwierćfinale. W spotkaniu 1/16 finału z Koreą Południową zdobył ostatniego gola w serii rzutów karnych, zapewniając swojej reprezentacji awans do dalszej rundy.
W 2012 roku uczestniczył w igrzyskach olimpijskich w Londynie – wystąpił w dwóch meczach, zaś Hiszpanie odpadli z rozgrywek w fazie grupowej.

## Statystyki klubowe
(aktualne na 26 maja 2024)
| Klub                 | Sezon              | Liga               | Liga  | Liga   | Puchar kraju | Puchar kraju | Puchar ligi | Puchar ligi | Europa | Europa | Inne  | Inne   | Razem | Razem  |
| Klub                 | Sezon              | Liga               | Mecze | Bramki | Mecze        | Bramki       | Mecze       | Bramki      | Mecze  | Bramki | Mecze | Bramki | Mecze | Bramki |
| -------------------- | ------------------ | ------------------ | ----- | ------ | ------------ | ------------ | ----------- | ----------- | ------ | ------ | ----- | ------ | ----- | ------ |
| FC Barcelona B       | 2008/2009          | Segunda División B | 5     | 0      | –            | –            | –           | –           | –      | –      | –     | –      | 5     | 0      |
| FC Barcelona B       | 2009/2010          | Segunda División B | 22    | 0      | –            | –            | –           | –           | –      | –      | 4     | 0      | 26    | 0      |
| FC Barcelona B       | 2010/2011          | Segunda División   | 18    | 1      | –            | –            | –           | –           | –      | –      | –     | –      | 18    | 1      |
| FC Barcelona B       | Ogólnie            | Ogólnie            | 45    | 1      | 0            | 0            | 0           | 0           | 0      | 0      | 4     | 0      | 49    | 1      |
| FC Barcelona         | 2010/2011          | Primera División   | 1     | 0      | 0            | 0            | –           | –           | 0      | 0      | 1     | 0      | 2     | 0      |
| Chelsea F.C.         | 2011/2012          | Premier League     | 16    | 0      | 2            | 0            | 3           | 0           | 3      | 0      | –     | –      | 24    | 0      |
| Chelsea F.C.         | 2012/2013          | Premier League     | 6     | 0      | 0            | 0            | 2           | 1           | 1      | 0      | 0     | 0      | 9     | 1      |
| Chelsea F.C.         | Ogólnie            | Ogólnie            | 22    | 0      | 2            | 0            | 5           | 1           | 4      | 0      | 0     | 0      | 33    | 1      |
| Valencia CF (wyp.)   | 2013/2014          | Primera División   | 13    | 0      | 1            | 0            | –           | –           | 4      | 0      | –     | –      | 18    | 0      |
| VfB Stuttgart (wyp.) | 2014/2015          | Bundesliga         | 27    | 0      | 1            | 0            | –           | –           | –      | –      | –     | –      | 28    | 0      |
| Southampton F.C.     | 2015/2016          | Premier League     | 29    | 1      | 1            | 1            | 3           | 0           | 2      | 0      | –     | –      | 35    | 2      |
| Southampton F.C.     | 2016/2017          | Premier League     | 35    | 1      | 2            | 0            | 3           | 0           | 6      | 0      | –     | –      | 46    | 1      |
| Southampton F.C.     | 2017/2018          | Premier League     | 34    | 1      | 5            | 0            | 1           | 0           | –      | –      | –     | –      | 40    | 1      |
| Southampton F.C.     | 2018/2019          | Premier League     | 31    | 1      | 1            | 0            | 1           | 0           | –      | –      | –     | –      | 33    | 1      |
| Southampton F.C.     | 2019/2020          | Premier League     | 30    | 0      | 2            | 0            | 3           | 0           | –      | –      | –     | –      | 35    | 0      |
| Southampton F.C.     | 2020/2021          | Premier League     | 21    | 1      | 1            | 0            | 1           | 0           | –      | –      | –     | –      | 23    | 1      |
| Southampton F.C.     | 2021/2022          | Premier League     | 36    | 2      | 4            | 0            | 2           | 0           | –      | –      | –     | –      | 42    | 2      |
| Southampton F.C.     | 2022/2023          | Premier League     | 1     | 0      | 0            | 0            | 1           | 0           | –      | –      | –     | –      | 2     | 0      |
| Southampton F.C.     | Ogólnie            | Ogólnie            | 217   | 7      | 16           | 1            | 15          | 0           | 8      | 0      | 0     | 0      | 256   | 8      |
| Girona FC            | 2022/2023          | Primera División   | 33    | 2      | 1            | 0            | –           | –           | –      | –      | –     | –      | 34    | 2      |
| FC Barcelona         | 2023/2024          | Primera División   | 28    | 0      | 2            | 0            | –           | –           | 7      | 0      | 0     | 0      | 37    | 0      |
| Ogólnie w karierze   | Ogólnie w karierze | Ogólnie w karierze | 387   | 10     | 23           | 1            | 20          | 1           | 23     | 0      | 5     | 0      | 458   | 12     |

## Sukcesy

### Klubowe
Barcelona
- Superpuchar Hiszpanii: 2010

Chelsea
- Liga Mistrzów: 2011/12
- FA Cup: 2011/12
- Liga Europy: 2012/13

### Indywidualne
- Gracz sezonu Southampton według kibiców: 2016/17